# Hessel Bouman
Hessel Arend Bouman (Zwolle, 28 februari 1933 − Groningen, 14 september 2018) was een Nederlands letselschade-advocaat en publicist.

## Biografie
Bouman was een zoon van de Zwolse advocaat mr. Harro Bouman (1896-1984) en Catharina Annette Jacoba Hofstede Crull (1897-1989). Hij studeerde rechten en specialiseerde zich in aansprakelijkheidsrecht. Samen met prof. mr. Arent Jacob Otto baron van Wassenaer van Catwijck (1930-1996) schreef hij het juridisch handboek Schadevergoeding, dat in 1991 voor het eerst verscheen. In 1993 redigeerde hij mee aan de bundel In volle verzekerdheid. Opstellen aangeboden aan Prof. mr. A.J.O. baron van Wassenaer van Catwijck ter gelegenheid van zijn afscheid als hoogleraar privaatrecht aan de Vrije Universiteit te Amsterdam. Toen hijzelf in 1997 afscheid nam van het advocatenkantoor Trenité van Doorne werd hem een bundel van zijn eigen opstellen aangeboden. Hij was medeoprichter en erelid van de Vereniging van Letselschade Advocaten (LSA) en bij het 25-jarig bestaan in 2014 van de vereniging werd hem het eerste exemplaar van de jubileumbundel Spreken is zilver. Bijdragen ter gelegenheid van het 25-jarig bestaan van de LSA aangeboden. Tussen 1974 en 1980 trad hij op als advocaat voor uitgever G.A. van Oorschot.
Na zijn pensionering hield hij zich bezig met particuliere uitgaven rond zijn ouders. Het omvangrijkste daarvan was de briefwisseling tussen zijn vader en de voormalige thesaurier-generaal mr. Leopold Abraham Ries (1893-1962), waarvan in 2010 nog een uitgebreidere druk verscheen. Ook bezorgde hij de briefwisseling tussen zijn ouders en de dichter Vasalis.
In 1990 werkte hij mee aan de vertaling van een werk van Balzac dat als relatiegeschenk verscheen bij De Arbeiderspers ter gelegenheid van de jaarwisseling 1990-1991.
Mr. H.A. Bouman overleed in 2018 op 85-jarige leeftijd.

### Eigen werk
- [met A.J.O. van Wassenaer van Catwijck], Schadevergoeding. Deventer, 1991 en 1998².
- Reflecties. Verspreide geschriften van mr H.A. Bouman. [Amsterdam, 1997].

### Vertaling
- [met anderen] Honoré de Balzac, Het onbekende meesterwerk. Amsterdam, 1990 en 1991².

### Bezorging
- 'Wij van het verloren ras'. Brieven en briefwisseling van mr L.A. Ries en mr H.J. Bouman van 1923 tot Ries' dood in 1962 met enige verknochte bijlagen en met een woord vooraf van mr J.L. Heldring. [Santpoort-Zuid, 2009 en 2010²].
- Vriendenbrieven. Briefwisseling tussen Kiek Drooglever Fortuyn-Leenmans en Harro & Carina Bouman-Hofstede Crull. Woubrugge, 2011.